# كورني تشوكوفسكي
كورني إيفانوفيتش تشوكوفسكي  (بالإنجليزية: Korney Ivanovich Chukovsky) في الفترة من 31 مارس وفقًا لـ النمط الجديد 1882 حتى 28 أكتوبر 1969) كان من أكثر شعراء الأطفال شهرة وشعبية في اللغة الروسية. وقد دعت قوافيه الجذابة والمبدعة وشخصياته الساخرة إلى مقارنته مع مؤلف الأطفال الأمريكي دكتور سوس(Dr. Seuss). ومن قصائد تشوكوفسكي المفضلة للعديد من أجيال أطفال ريسوفون (Russophone) قصيدة تاراكانيشكي(Tarakanishche) («الصرصور الوحش»)، وقصيدة كروكوديل (Krokodil) («التمساح»)، وقصيدة تيليفون(Telefon) («الهاتف») وقصيدة مويدودير(Moydodyr) («هيا نغتسل وننظف»). ووصلت أبيات من قصائده، خاصةً قصيدة تيليفون، إلى العالمية حيث كانت تُذاع عبارات منها في وسائل الإعلام الروسية والمحادثات اليومية. ولقد قام بصياغة قصص دكتور دوليتل (Doctor Dolittle) في قصيدة روسية طويلة كالكتاب باسم دكتور أيبوليت(Doktor Aybolit) أي («إنه مؤلم أيها الطبيب»)، وترجم جزءًا أساسيًا من مبادئ قصيدة مازر جوز (Mother Goose) أي «الإوزة الأم» إلى الروسية باسم أنجليسكي نارودني بيسينكي  (Angliyskiye Narodnyye Pesenki) («قوافي إنجليزية شعبية»). وكان له دور مؤثر أيضًا كـ ناقد أدبي وكاتب مقالات.

## النشأة
ولد باسم نيكولاي ألكسندروف كورنيشيكوف (Nikolay Vasilyevich Korneychukov) ((الروسية: Николай Васильевич Корнейчуков))، ولكنه عمل باسم مستعار، أصبح معروفًا به الآن، كصحفي في جريدة الأوديسا للأخبار في عام 1901. وقد ولد في مدينة سانت بطرسبرج، وهو الابن غير الشرعي لإيكاترينا أوسيبوفنو كورنيشيكوف (Ekaterina Osipovna Korneychukova) (وهي فتاة ريفية من إقليم بولتافا في أوكرانيا) وإيمانول سولومونوفيتش ليفينسون (Emmanuil Solomonovich Levinson)، وهو رجل ثري ينحدر من أسرة يهودية وهو الحفيد الشرعي لعالم الرياضيات فلاديمير روخلين (Vladimir Rokhlin)). ولم تسمح أسرة ليفينسون بزواجه من كورنيشيكوف وانفصل الزوجان في نهاية المطاف. وانتقلت كورنيشيكوف إلى مدينة أوديسا مع نيكولاي وشقيقه. حيث دعمهم ليفينسون ماليًا لبعض الوقت، حتى تزوج بامرأة أخرى. ودرس نيكولاي في مدرسة أوديسا الثانوية، حيث كان رفيقه في الدراسة فلاديمير زئيف جابوتنسكي (Zeev Jabotinsky). وفي وقت لاحق، طُرد نيكولاي من المدرسة الثانوية الألمانية بسبب «أصله الوضيع» (كناية عن عدم شرعيته). وكان عليه أن يحصل على شهادة المدرسة الثانوية والشهادة الجامعية عن طريق المراسلة.
وعلم نفسه اللغة الإنجليزية وفي الأعوام 1903 حتى 1905، عمل مراسلا صحفيا في لندن في جريدة الأوديسا، رغم أنه كان يقضى معظم وقته في المكتبة البريطانية بدلاً من شرفة الصحفيين في البرلمان. وعندما عاد إلى روسيا، بدأ تشوكوفسكي في ترجمة الأعمال الإنجليزية، ولاسيما أعمال والت ويتمان(Walt Whitman)، ونشر تحليلات عديدة للمؤلفين الأوروبيين المعاصرين، التي وصلت إليه نتيجة تواصله مع الشخصيات القيادية في الأدب الروسي ورباط الصداقة مع ألكسندر بلوك (Alexander Blok). حيث جاء تأثيره الخالد على المجتمع الأدبي الروسي في التسعينيات من القرن التاسع عشر عن طريق الأبيات الشعرية الساخرة من ساشا شيرني (Sasha Cherny)، بما في ذلك كورني بيلينسكي (Korney Belinsky) (في إشارة إلى الناقد المشهور فيساريون بيلينسكي (Vissarion Belinsky)). وفي وقت لاحق، نشر عدة عناوين أدبية جديرة بالذكر ومنها من شيكوف إلى عهدنا هذا (From Chekhov to Our Days) (عام 1908) والقصص النقدية (Critique stories) (عام 1911) و وجوه وأقنعة (Faces and masks) (عام 1914). ونشر أيضًا مجلة تهكمية عرفت باسم الإشارة (Signal) (عام 1905-1906) وقبض عليه بتهمة «إهانته للبيت الحاكم»، ولكن ظهرت براءته بعد ستة أشهر من حبسه على ذمة التحقيق.

## حياته وأعماله
كان هذا في الفترة التي ألّف فيها تشوكوفسكي أولى قصصه الخيالية للأطفال. وكما ذكرت موسوعة بريتانيكا عام 2004 عن هذه القصيدة، فإن «قوافيها التي تشبه دقات الساعة واللحن الموسيقي المزعج وخفة التأثير المبدد للتعب الشديد هي التي ميزت شعر الأطفال قبل الثورة.» وبعد ذلك، قدمت في المسرح وأفلام الرسوم المتحركة، حيث كان تشوكوفسكي أحد المشاركين في تقديمها. وتبنى سيرغي بروكوفييف (Sergei Prokofiev) وغيره من الملحنين بعض قصائده في دار الأوبرا والباليه. واشتهرت أعماله بين الأطفال المغتربين كما هو الحال في رسالة فلاديمير نابوكوف (Vladimir Nabokov) التي تمدح شهادة تشوكوفسكي.
وخلال الحقبة السوفيتية، حرر تشوكوفسكي الأعمال الكاملة لـ نيكولاي نيكراسوف (Nikolay Nekrasov) ونشر قصيدة من اثنين لخمسة (عام 1933)، وهو كتاب إرشادي مشهور للغة الأطفال. وتشهد المذكرات اليومية لتشوكوفسكي التي لا تقدر بمال، أنه استخدم شعبيته في مساعدة الكتاب المضطهدين من قبل النظام، ومن بينهم آنا أخماتوفا (Anna Akhmatova) ومايكل زوشكينكو (Mikhail Zoshchenko) وألكسندر جاليش (Alexander Galich) وألكسندر سولجنيتسين (Aleksandr Solzhenitsyn). ويعتبر الكاتب السوفيتي الوحيد الذي هنأ بوريس باسترناك رسميًا على فوزه بجائزة نوبل. كما أن ابنته ليديا تشوكوفسكي (Lydia Chukovskaya) كاتبة شهيرة وكاتبة للسير الذاتية واختصاصية لغويات ومساعدة وسكرتيرة للشاعرة آنا أخماتوفا.
وعند نقطة معينة لاقت كتاباته للأطفال انتقادات شديدة. وكان ناديجدا كروبسكايا (Nadezhda Krupskaya) هو المبادر بهذه الحملة، ولكنه انتُقد أيضًا من قبل كاتبة الأطفال أجنيا بارتو(Agniya Barto).
وفي بداية الثلاثينيات من القرن العشرين، عاش تشوكوفسكي في قرية الكٌّتاب بيريدلكينو (Peredelkino) بالقرب من موسكو، حيث هو مدفون فيها الآن.
وعن مجمل أعماله عن حياة نيكراسوف (Doktor Nauk)، مُنح درجة الدكتوراه في العلوم في فقه اللغة. وحصل أيضًا على جائزة لينين(Lenin Prize) عن كتابه هيمنة نيكراسوف عام 1962 ودرجة الدكتوراه الشرفية من جامعة أوكسفورد في عام 1962.

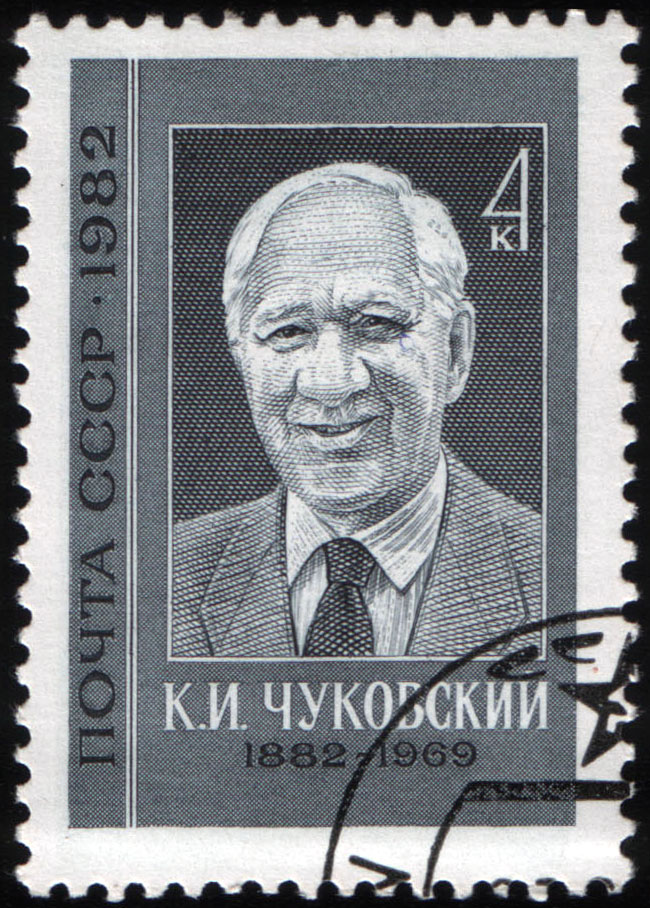
طابع سوفيتي يخلد ذكرى كورني تشوكوفسكي

## وصلات خارجية
- كورني تشوكوفسكي على موقع IMDb (الإنجليزية)
- كورني تشوكوفسكي على موقع الموسوعة البريطانية (الإنجليزية)
- كورني تشوكوفسكي على موقع ميوزك برينز (الإنجليزية)
- كورني تشوكوفسكي على موقع قاعدة بيانات الفيلم (الإنجليزية)

### أعمال تشوكوفسكي
- Живой как жизнь نسخة محفوظة 29 أكتوبر 2005 على موقع واي باك مشين. ('Alive as life itself'), a humorous and anti-prescriptivist discussion of the Russian language (بالروسية)
- Selected works of Chukovsky, at the Stikhiia poetry archive (بالروسية)

### أعمال عن تشوكوفسكي
- Chukfamily.ru Materials about three generations of the Chukovsky family: Korney, Lidiya and Elena (بالروسية)
- Biography of Chukovsksy (بالروسية)
- "On the 120th Anniversary of Chukovsky's Birth", by essayist Dmitrii Bykov  [لغات أخرى]‏ (بالروسية)